# Marpa-Kagyü
| Tibetische Bezeichnung                                              |
| ------------------------------------------------------------------- |
| Wylie-Transliteration: smar pa bka' brgyud; smar tshang bka' brgyud |

Die nach dem Ort Markam benannte Marpa-Kagyü- (tib.: smar pa bka' brgyud) oder Martshang-Kagyü (tib.:  smar tshang bka' brgyud)-Schule ist eine der sogenannten „acht kleineren Schulen“ der Kagyü-Tradition des tibetischen Buddhismus (Vajrayana).

## Geschichte
Sie wurde von Marpa Sherab Yeshe (1135–1203), einem Schüler Phagmodrupas aus der Phagdru-Kagyü-Schule, gegründet. Das Stammkloster Martshang (smar tshang; chin. Macang si 玛仓寺) wurde von ihm gegründet.  Sie vereinigte sich später mit der Pelyül-Tradition der Nyingma-Schule in Kham.
Berühmte Meister der Schule waren Gyelwa Yanggön Yeshe Gyeltshen (rgyal ba yang dgon ye shes rgyal mtshan) und Nal Rinchen Lingpa (rnal rin chen gling pa).